# ClickMeeting
ClickMeeting – platforma i aplikacja webowa do prowadzenia webinariów (prezentacji produktów, szkoleń, kursów online), spotkań biznesowych i wideokonferencji, działająca z wykorzystaniem przeglądarki internetowej wymieniana w kategorii programów do prowadzenia webinariów w ścisłej czołówce przez Forbes i PC Mag  odpowiednio na rok 2022 i 2023, a w kategorii programów do wideokonferencji przez PC Mag i TechRadar na rok 2023, produkowana przez firmę o tej samej nazwie. Poza wersją na przeglądarki dostępna jest aplikacja mobilna na systemy Android i iOS. 

## Historia
Pierwsza wersja ClickMeeting pojawiła się w 2009 roku. Podstawowe narzędzie do webinarów zostało stworzone na potrzeby Implix (twórcy GetResponse). Kilka miesięcy później firma zdecydowała się rozwinąć produkt jako oddzielne oprogramowanie do wideokonferencji.
Rok później, w marcu 2010, produkt został wprowadzony na rynek. Początkowo znany pod nazwą ClickConference, po miesiącu został przemianowany na ClickMeeting. Produkt oficjalnie zaistniał w listopadzie 2010 podczas konferencji ad:tech w Nowym Jorku. W pierwotnej wersji oferował 2 plany: ClickMeeting do spotkań online i wideokonferencji oraz ClickWebinar do webinarów.
Firma dokonała rebrandingu w październiku 2012 roku. Pojawiły się nowe strony internetowe ClickMeeting i ClickWebinar wraz z nowymi logotypami i kolorystyką.

### Wydzielenie się z firmy GetResponse
W 2014 firma Implix zmieniła nazwę na GetResponse. W lutym 2016 z firmy z GetResponse wydzielony został zespół ClickMeeting i zaczął funkcjonować jako oddzielna firma. Spowodowane było to głównie szybkim wzrostem. Dzięki temu pracownicy GetResponse, którzy przenieśli się do ClickMeeting, mogli skupić się wyłącznie na rozwoju platformy.
Niedługo później, w sierpniu 2016, ClickMeeting ogłosił zmiany w produkcie. Zrezygnowano z marki ClickWebinar, wprowadzono usprawnienia w pakietach, tak aby mogły służyć również dużym przedsiębiorstwom. Platforma zaczęła służyć przede wszystkim do webinarów.

## Produkt i funkcje
ClickMeeting działa w modelu SaaS (Software as a Service) z płatnościami w trybie subskrypcji rozliczanych miesięcznie lub rocznie. Platforma jest dostępna w 7 językach: polskim, angielskim, francuskim, niemieckim, hiszpańskim, rosyjskim i brazylijskim portugalskim. Ponadto aplikacja ma wybudowaną funkcję tłumaczenia symultanicznego czatu na 52 języki oraz pokoje chatu działające w trybie technologii WebRTC
Oprócz standardowych funkcji, jak transmisja obrazu i dźwięku, ClickMeeting oferuje m.in. webinary automatyczne, webinary na żądanie, płatne webinary, transmisje na YouTube i Facebook obrazów i filmów, nagrywanie webinaru, a także udostępnianie pulpitu (niedostępne na systemach Linux), umożliwiające przy tym wspólne przeglądanie dokumentów i współpracę, tryb prezentacji i narzędzie do prezentacji slajdów, tablicę z narzędziami do rysowania, Call-To-Action, ankiety i testy. 
Oprogramowanie pozwala wprowadzanie własnych elementów identyfikacji wizualnej w ramach funkcji custom branding.
W 2021 (w czasie pandemii Covid) został wprowadzony tryb Edu, w którym prowadzący spotkanie widzi i słyszy wszystkich uczestników spotkania, ale każdy z nich widzi tylko siebie i jego. Prowadzący może udostępnić głos wybranej osobie, aby słyszeli ją inni.

### Integracje[31]
ClickMeeting umożliwia integracje z innymi aplikacjami przy pomocy API.
- WordPress
- Współpraca w zespole: Slack
- Kalendarze: Google Calendar, iCalendar, Outlook
- Dokumenty i pliki: Office, Dropbox, iWork
- Media społecznościowe: Facebook, LinkedIn, Twitter, YouTube
- Analityka i remarketing: Google Tag Manager, Google Analytics, Facebook Pixel
- Marketing: GetResponse, HubSpot, PayPal
- LMS: Moodle
- CRM: Infusionsoft, Pipedrive, Salesforce

## Nagrody i wyróżnienia
Odkąd platforma ClickMeeting pojawiła się na światowych rynkach, zdobyła kilka wyróżnień i nagród.
- 2013 – Stevie Award(inne języki) Gold: Best New Product, New Version[32][33]
- 2013 – The Tabby Awards: Communication[34]

- 2016 – Stevie Award Bronze: Sales & Customer Service[35]

- 2019 – Stevie Award Gold: Collaboration Solution[36]